# Robert Henke
Robert Henke (* 1969 in München) ist ein deutscher Musiker. Er veröffentlicht seine Musik unter seinem bürgerlichen Namen und als Monolake.
Henke war Professor für Sounddesign an der Universität der Künste Berlin.

## Leben und Werk
1988 wurde Henke in München als Studiotechniker engagiert. 1990 begann er an der Technischen Hochschule Berlin ein Studium mit den Fächern Informatik und Kommunikationswissenschaften, wechselte aber 1992 an die Hochschule für Film und Fernsehen „Konrad Wolf“ Potsdam-Babelsberg, um ein Studium der Tongestaltung aufzunehmen. Henke beendete dieses 1996 erfolgreich mit einer Abschlussarbeit über die Echtzeitmodellierung nichtlinearer Distortionen von Schallplatten.
Mitte der 1990er Jahre traf Robert Henke an der TUB auf Gerhard Behles, woraus kurze Zeit später das gemeinschaftliche Projekt Monolake resultierte. 1996 erschien mit Cyan ihr Debüt auf Chain Reaction. Zeitweise wirkte der Musiker Torsten Pröfrock bei Monolake mit. Mittlerweile ist Monolake ein Soloprojekt Henkes.
Ab 1999 entschlossen sich Henke und Behles mit Bernd Roggendorf die Softwarefirma Ableton ins Leben zu rufen. Henke beteiligte sich an der Entwicklung des Software-Sequenzers Ableton Live und veröffentlichte zugleich auf dem mittlerweile mit Behles begründeten Label Imbalance Computer Music – einer Konstruktion zur Veröffentlichung von eigener Musik oder der von engen Freunden – neue Platten.
Einen größeren Bekanntheitsgrad erlangte Robert Henke mit seinen um 2000 beginnenden Performances und multimedialen Installationen mit Auftritten u. a. in der Londoner Tate Modern, im Pariser Centre Pompidou, im Luxemburger Mudam, im New Yorker P.S.1, in der Art Gallery of New South Wales in Sydney und auf dem Sónar-Festival in Barcelona.

## Diskographie (Auswahl)

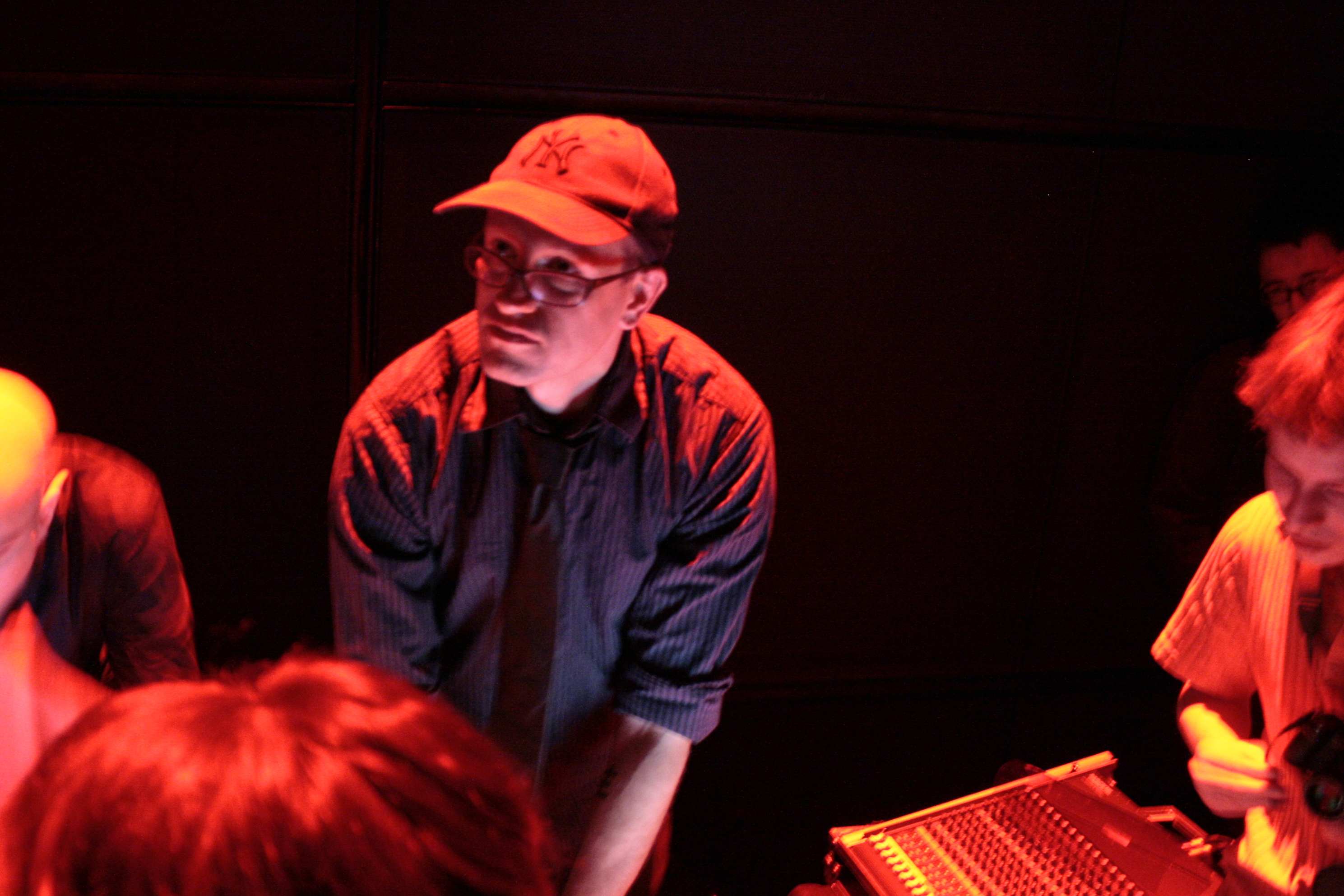
Henke bei einer Atom-Liveaufführung

- 1994: Robert Henke – Piercing Music (Imbalance Recordings)
- 1997: Monolake – Hongkong (Chain Reaction)
- 1997: Robert Henke – Floating.Point (Imbalance Recordings)
- 1999: Monolake – Interstate (Monolake/Imbalance Computer Music)
- 1999: Monolake – Gobi. The Desert EP (Monolake/Imbalance Computer Music)
- 2001: Monolake – Gravity (Monolake/Imbalance Computer Music)
- 2003: Monolake – Momentum (Monolake/Imbalance Computer Music)
- 2004: Robert Henke – Signal to Noise (Imbalance Computer Music)
- 2005: Monolake – Polygon Cities (Monolake/Imbalance Computer Music)
- 2006: Robert Henke – Layering Buddha (Imbalance Computer Music)
- 2009: Monolake – Silence (Imbalance Computer Music)
- 2009: Robert Henke – Indigo_Transform (Imbalance Computer Music)
- 2012: Monolake – Ghosts (Monolake/Imbalance Computer Music)
- 2022: mit Michael Brynntrup und Mama Baer und Kommissar Hjuler – Halbneun (Ungefähr Jedenfalls) (Psych.KG)

## Installationen und Performances (Auswahl)
- 2004 – Atlantic Wave Terminals
- 2009/2010 – Monolake Live Sorround
- 2010 – Intersection
- 2011/2012 – Fundamental Forces
- 2012 – Monolake Ghosts in Surround
- 2013 – Lumière I
- 2015 – Destructive Observation Field
- 2015 – Lumière II
- 2016 – Deep Web (mit Christopher Bauder)

## Publikationen
- 2005: Live Performance in Techno Visionen – New Sounds, New Image Spaces, Medienturm Gratz, Folio Verlag
- 2007: Live Performance in the Age of Supercomputers (erstveröffentlicht online)
- 2009: Live Performance in the Age of Supercomputers Part II
- 2011: „Tod durch Überfluss, Was tun wenn alles möglich ist?“, in Neue Zeitschrift für Musik Februar 2011
- 2015: Interview in: Stefan Goldmann: "Presets – Digital Shortcuts to Sound", The Bookworm, London, 2015, S. 20–45. ISBN 978-1-874104-02-5